# Asz-Szadd al-Katari
Az asz-Szadd al-Katari („a Katari Gát”, arabul: السد القطري – as-Sadd al-Qaṭarī) katari labdarúgóklub. Tizenegyszer nyerte meg az elsőosztályú katari labdarúgó-bajnokságot.

## Híres játékosok
- Halífa Ájil
- Mohammed Rabía
- Ali Dáji
- Karim Bágeri
- Hamid Derahsán
- Amir Galenuji
- Madzsid Namdzsu-Motlag
- Hoszajn Kaabi
- Carlos Tenorio
- Romário
- Sergio Ricardo
- Abedi Pelé
- Frank Lebœuf
- Fabijan Cipot
- Mauro Zárate
- Dame N’Doye
- Victor Ikpeba
- John Utaka
- Abdul Kader Keïta
- Lantame Ouadja
- Jose Clayton
- Búsaíb el-Mubárki
- Júszef Sippo
- Lahdar Bellúmi
- Bilál Dzíri
- Xavier Hernández
- Raúl